# حسبة عمري (مسلسل)
حسبة عمري هو مسلسل تلفزيوني مصري عُرض في شهر رمضان عام 1446 هـ، من بطولة روجينا، عمرو عبد الجليل، محمد رضوان، علي الطيب، محمود البزاوي، من تأليف محمود عزت، ومن فكرة وإخراج مي ممدوح.

## قصة المسلسل
تتفاقم الخلافات بين (هند) وزوجها (فاروق) ويطردها من المنزل، فتسعى للحصول على الطلاق والمطالبة بحق (الكد والسعاية) والحصول على نصف ممتلكاته، فتبدأ بينهما حرب طويلة حول ذلك، ويتدخل فيها أطراف كثيرة ما بين مؤيد ومعارض.

## بطولة
- روجينا: (هند)
- عمرو عبد الجليل (فاروق)
- علي الطيب: (هاني)
- محمود البزاوي: (الجندي)
- محمد رضوان: (منتصر)
- نادين
- نور قدري
- عمر رزيق: (حسن)
- محمد الإمام: (ضياء )
- رانيا فريد شوقي: (ضيفة شرف)
- إسلام إبراهيم
- إلهام شاهين: (ضيفة شرف)
- نانسي صلاح
- نور إيهاب: (ليلى)
- تامر عبد المنعم: (المذيع)
- لبنى ونس
- محمد سليمان
- في فؤاد
- ملك حسن
- زينة منصور
- عثمان شكري سليم
- حمدي عباس
- ماجدة منير
- حنان يوسف
- ريم عامر